# Saint-Mont
Saint-Mont település Franciaországban, Gers megyében. Lakosainak száma 313 fő (2022. január 1.). Saint-Mont Corneillan, Labarthète, Saint-Germé, Tarsac, Viella és Riscle községekkel határos.

## Népesség
A település népessége az elmúlt években az alábbi módon változott:
| Lakosok száma | 364  | 348  | 322  | 304  | 320  | 322  | 320  | 315  | 310  | 313  |
|               | 1968 | 1982 | 1990 | 2006 | 2013 | 2015 | 2017 | 2019 | 2020 | 2022 |